# عرض البريقة (القطن)
'

تعديل مصدري - تعديل

عرض البريقة هي إحدى قرى عزلة وادي سر بمديرية القطن التابعة لمحافظة حضرموت، بلغ تعداد سكانها 19 نسمة حسب تعداد اليمن لعام 2004.